# 허재훈

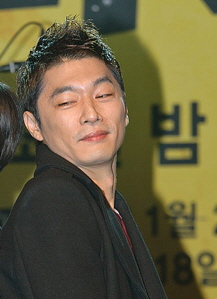
허재훈

허재훈(1978년 2월 15일 ~ )은 밴드 스키조 멤버로 작사·작곡가이자 보컬리스트이다.
현재는 현재는 247외과의원 원장으로 재직중이다. 2013년 12월 15일 뮤직비디오 감독 김은유와 부산에서 결혼식을 올렸다.
현재 스키조 컴백을 준비 중이라는 이야기가 있다.